# Crocilea
Crocilea (en grec antic Κροκύλεια) era una illa de la mar Jònica, propera a Ítaca. Homer la menciona al «Catàleg de les naus» a la Ilíada, i diu que era una de les possessions d'Odisseu.
La seva situació és controvertida. Estrabó diu que no era una illa sinó una ciutat de l'illa de Lèucada, que en aquell temps estava unida al continent fins que Cípsel de Corint va obrir un canal a l'istme i es va convertir en illa.